# 南大川 (咸鏡北道)
南大川（朝鲜语：／），亦作金策南大川，是朝鮮咸鏡北道的一條河川，是花坮郡與金策市的天然邊界，亦是花坮郡的主要河川。位於朝鲜半岛東北部的古元古代摩天岭群三個組之一的「南大川組」即以本川命名。
南大川起源於郡北部的最高峰하용峰(1,043m)，然後流到郡的西部到西南部，還從它分支出花坮川和龍山川等河川，最後流入朝鮮東海（日本海）。